# Mormonizm

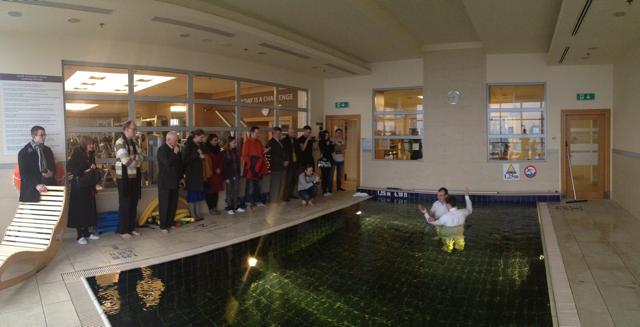
Mormoński chrzest

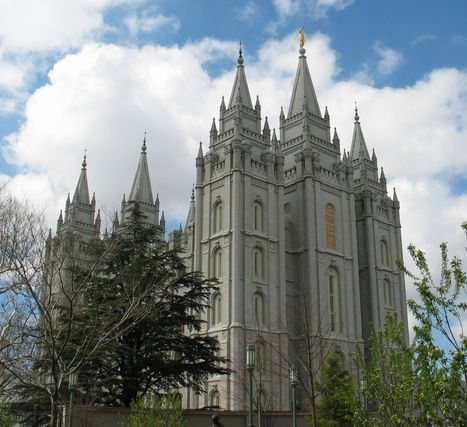
Świątynia w Salt Lake City – siedzibie głównej Kościoła.

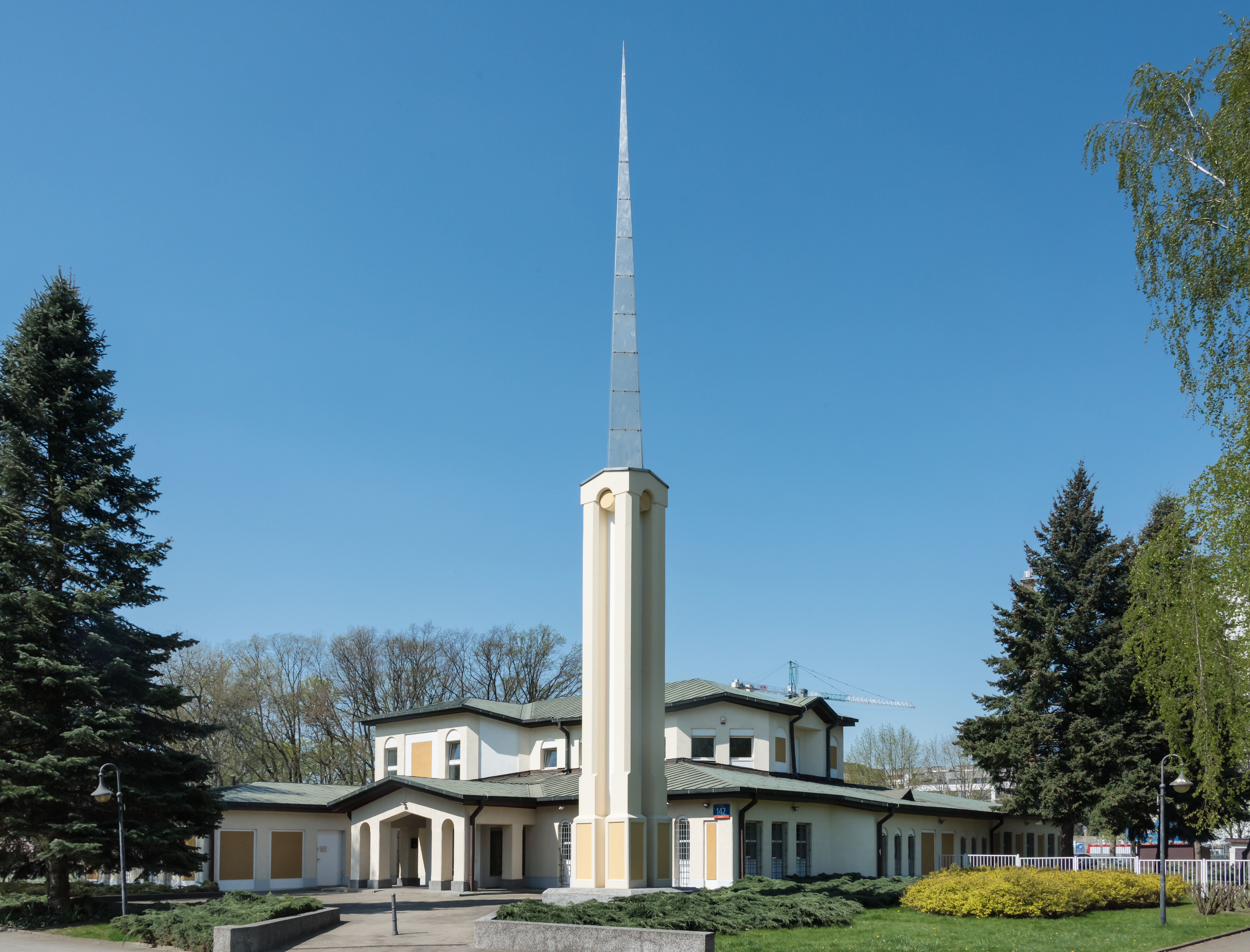
Kaplica Kościoła Jezusa Chrystusa Świętych w Dniach Ostatnich w Warszawie

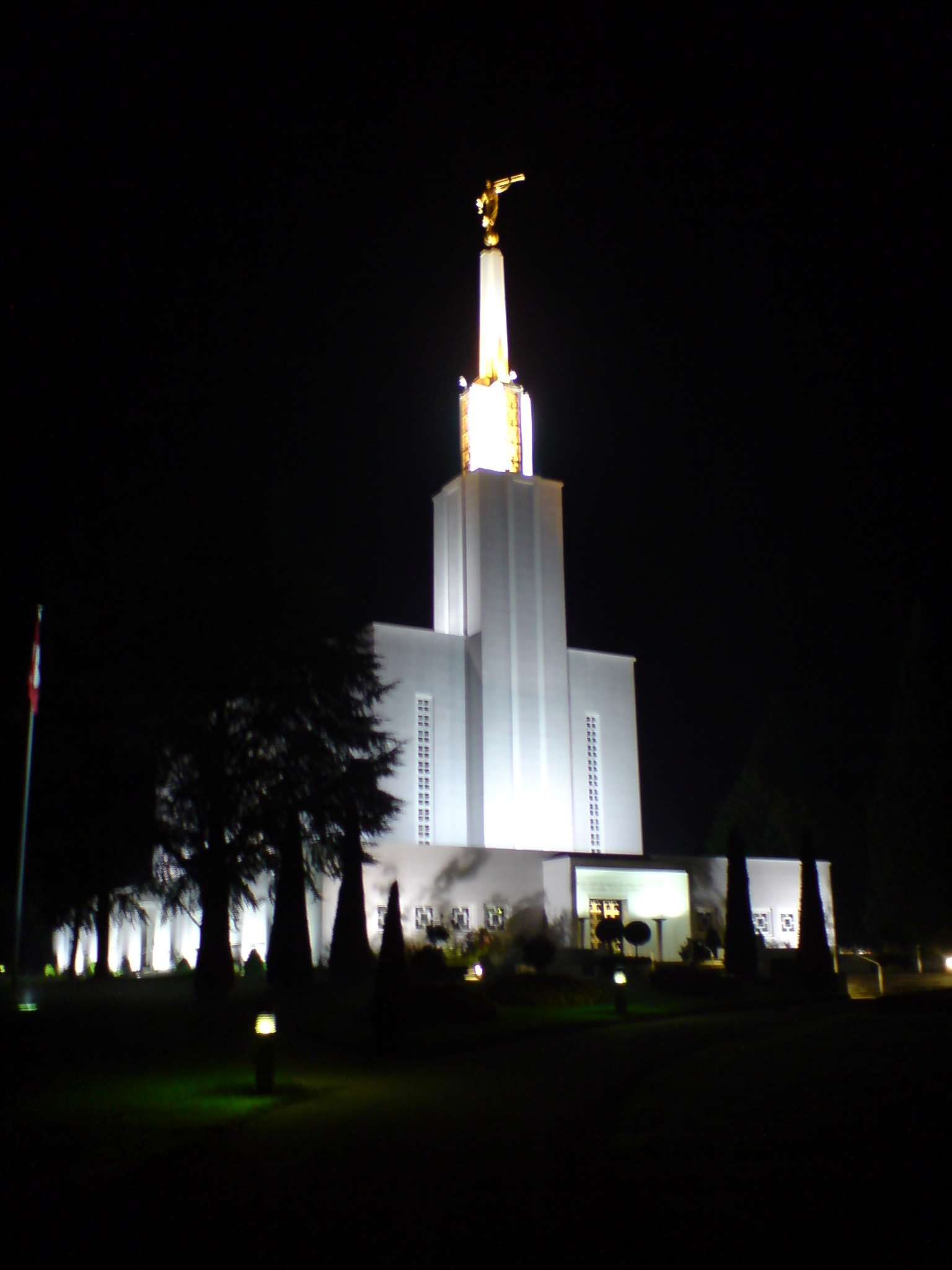
Świątynia w Szwajcarii – Berno

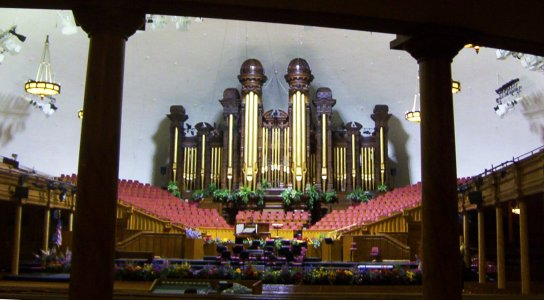
Organy w Salt Lake Tabernacle

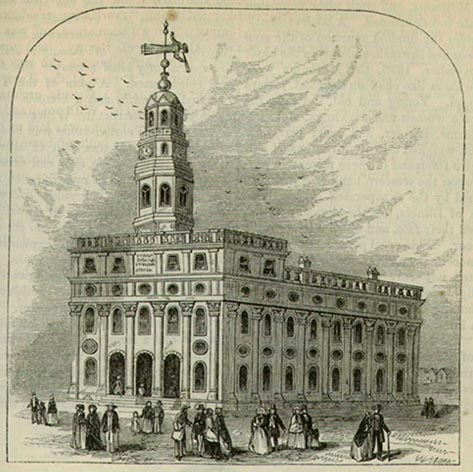
Rysunek Drugiej Świątyni wybudowanej 30 kwietnia 1846 roku w Nauvoo

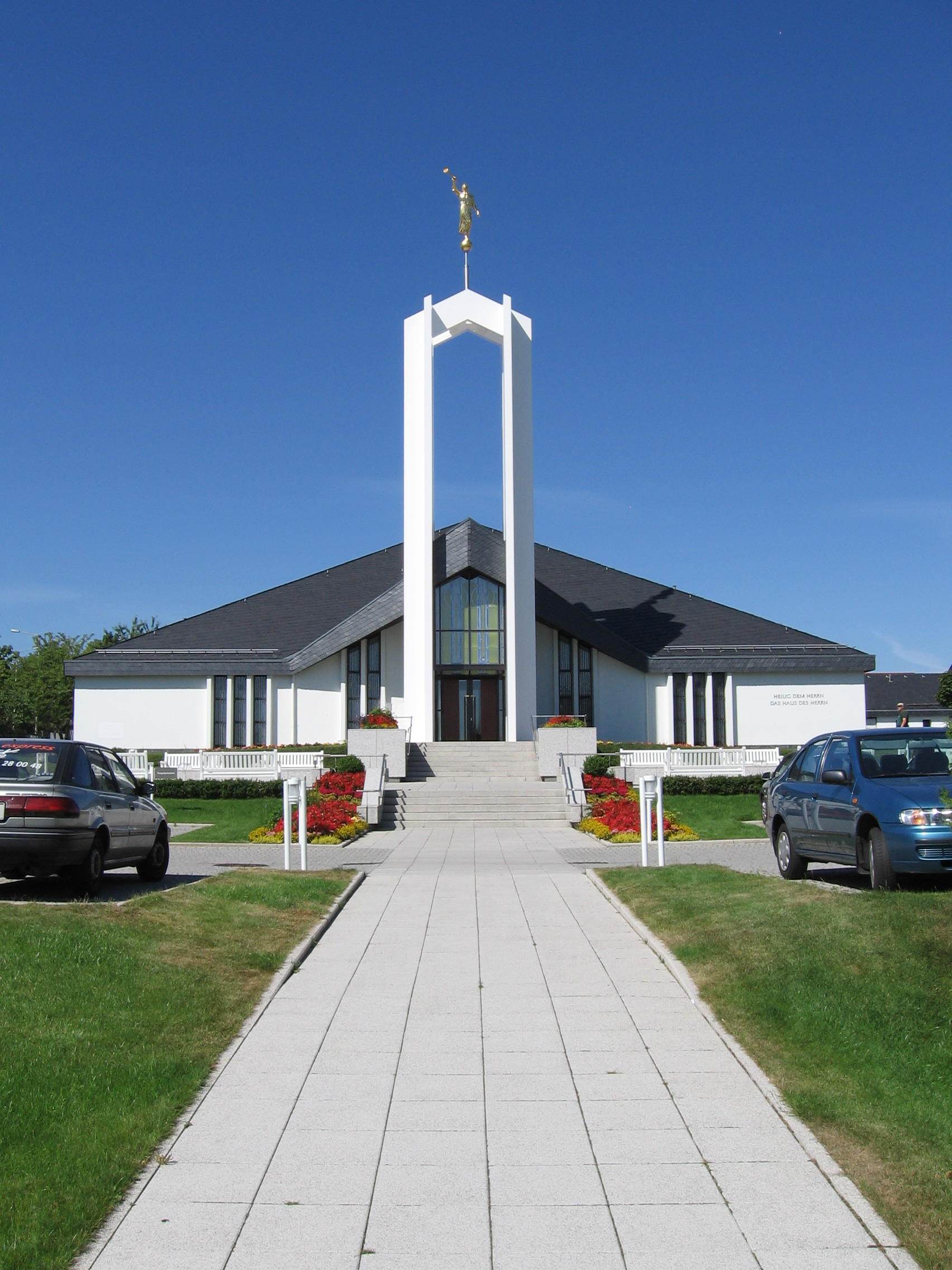
Świątynia we Freibergu w Niemczech

Mormonizm – nurt Kościołów powstałych w wyniku działalności Josepha Smitha, uznawanego przez wiernych za proroka. Większość mormonów skupia Kościół Jezusa Chrystusa Świętych w Dniach Ostatnich (ang. The Church of Jesus Christ of Latter-day Saints – w krajach anglojęzycznych przyjął się skrót LDS). LDS liczy około 17,5 mln wiernych w ponad 190 krajach świata (2024). Jest to też jedyny odłam mormonizmu obecny w Polsce.
Drugim liczebnie wyznaniem mormońskim jest Społeczność Chrystusa (do roku 2001: Zreorganizowany Kościół Jezusa Chrystusa Świętych w Dniach Ostatnich) liczące około 250 tys. wiernych w 50 krajach. Istnieje też wiele innych, mniej licznych odłamów mormońskich odwołujących się do dogmatów i elementów tradycji mormońskiej. Wspólnoty te szacunkowo zrzeszają łącznie od 100 do 200 tys. wiernych.

## Nazwa
Nazwa „mormonizm” pochodzi od Mormona, proroka-kronikarza, który według wyznawców streścił obszerne zapisy ludów zamieszkujących w dawnych czasach kontynenty amerykańskie. Księga Mormona według przekazu samego Josepha Smitha miała być pierwotnie spisana w nieznanym współczesnej nauce języku reformowanym egipskim. Następnie według wiernych tego wyznania drogą objawienia została przetłumaczona przez Josepha Smitha na język angielski. Księga Mormona po raz pierwszy ukazała się drukiem w marcu 1830.
W kwietniu 1830 Joseph Smith wraz z pięcioma przyjaciółmi założył Kościół Chrystusa. Z Kościoła tego po śmierci Smitha wyodrębniły się różne denominacje mormońskie, które z czasem ulegały dalszym podziałom w różnym stopniu zachowując nauki Josepha Smitha.

## Kult
Mormoni posiadają swe kaplice, w których gromadzą się w każdą niedzielę na nabożeństwa, nazywane spotkaniami sakramentalnymi. Składają się na nie modlitwy, pieśni, przemówienia i wieczerza pańska (sakrament). Kapłani błogosławią i rozdają wszystkim obecnym pokruszony chleb na tacy oraz wodę w kielichach. Nauka o wieczerzy pańskiej nie nawiązuje do Nowego Testamentu, lecz do Księgi Mormona. Inne praktyki to nałożenie rąk, związane z udzielaniem darów duchowych, ordynacja, związana z udzielaniem powołań lub funkcji kapłańskich oraz małżeństwa.

## Nauki i praktyki

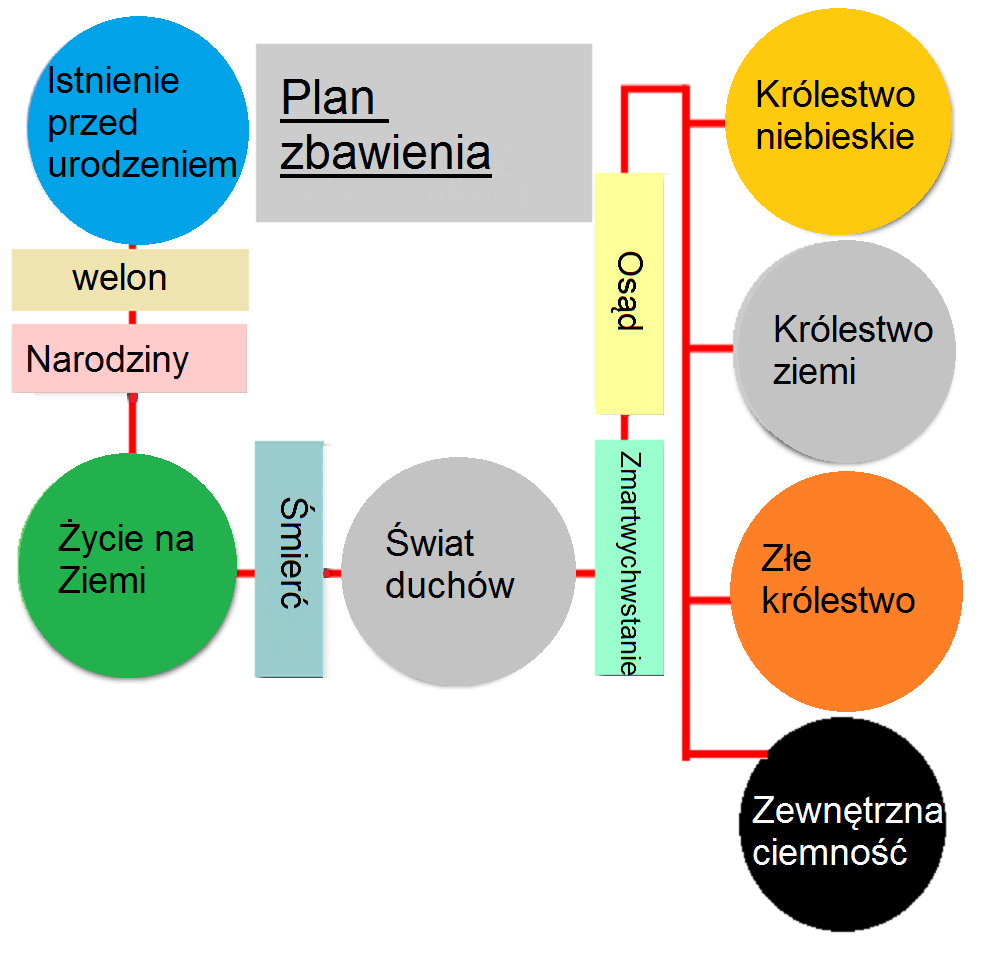
Plan zbawienia

Mormoni sami siebie uznają za główny nurt chrześcijaństwa, pomimo że ich przekonania znacząco odbiegają od większości wyznań chrześcijańskich. Wyjątkowe wierzenia mormonów powodują, że wielu nie uznaje ich za chrześcijan. Mormoni uznają kanon świętych pism składający się oprócz Biblii także z Księgi Mormona, zbioru objawień i pism Josepha Smitha określanych jako Nauki i Przymierza oraz Perła Wielkiej Wartości. Mormoni jednak mają dość otwartą definicję Pisma. Poza tymi księgami przyjmują również za natchnione wszystko co powie lub napisze podczas natchnienia obecnie żyjący prezydent-prorok, który jest wybierany spośród specjalnej grupy, określanej jako Kworum Dwunastu Apostołów. Biblia natomiast jest słowem Boga, dopóki jest właściwie przetłumaczona. To zastrzeżenie wynika z poglądu mormonów, mówiącego że wiele miejsc Pisma Świętego dotyczących zbawienia człowieka czy rozumienia Boga zostało z Biblii usuniętych lub zafałszowanych przez błędy kopistów, tłumaczy czy korektorów. Stąd do używanej przez mormonów Biblii króla Jakuba Joseph Smith wprowadził ponad 3000 zmian o charakterze doktrynalnym, które miał mu objawić Bóg. Tę przerobioną przez Smitha wersję Biblii nazwano Natchnionym Przekładem.
Mormoni wierzą, że tak jak za czasów pierwszych chrześcijan oraz wydarzeń Starego Testamentu, tak obecnie Bóg porozumiewa się z ludźmi poprzez żyjących proroków. Odrzucają oni powszechnie uznawany przez większość wyznań chrześcijańskich dogmat, że objawienie zakończyło się wraz ze śmiercią ostatniego z apostołów. Twierdzą, że objawienia, a także inne cuda opisywane w starożytnych pismach świętych są na ziemi obecne wtedy, kiedy żyją ludzie, którzy pokładają swoją wiarę w Bogu, a więc także i dzisiaj.
Tak jak wielu chrześcijan, mormoni twierdzą, że zbawienie człowieka przychodzi dzięki łasce Boga; uzależnione jest ono od wiary oraz przestrzegania norm i zasad, które Bóg objawił przez proroków (najczęściej w formie przykazań). Mormoni nie dzielą przyszłego świata (po sądzie ostatecznym) na niebo (raj) i piekło. Uważają, że pojęcie „niebo” zawiera różne stopnie chwały. Każdy człowiek, podejmując w swoim codziennym życiu wybory między dobrem a złem, podejmuje decyzję, w którym stopniu chwały żyć będzie w wieczności. Bóg, który według nauk Biblii oraz Księgi Mormona ma wgląd w ludzkie serca, w dniu Sądu Ostatecznego, czyli w momencie, kiedy każdy człowiek będzie przydzielony do odpowiedniego królestwa chwały, weźmie pod uwagę nie tylko konsekwentność człowieka w przestrzeganiu boskich praw, ale także jego poziom wiedzy i zrozumienia różnicy między dobrem a złem (według mormonów oni sami będą osądzani w najbardziej surowy sposób, ponieważ w ciągu tego życia mieli dostęp do wielu objawień, nieznanych reszcie świata w takim stopniu jak im samym). Chociaż ukierunkowaniem duchownym mormonów jest ciągły postęp w wierze, czyli życie w coraz większej harmonii z wolą Boga, podkreślają oni, że Bóg jest istotą nie tylko sprawiedliwą, ale przede wszystkim łaskawą i gotową do przebaczenia pod warunkiem szczerej pokuty, czyli żalu za popełniony grzech i niepopełniania wyznanego zła nigdy więcej.
Jedną z najbardziej kontrowersyjnych nauk Kościoła mormońskiego jest doktryna o dosłownym pokrewieństwie człowieka z Bogiem. Według mormonów Bóg ma ciało jak człowiek, bo sam był kiedyś człowiekiem. Nie mają jednak obowiązującej doktryny opisującej Boga z czasu, gdy ten miał być człowiekiem. Chociaż takie pojęcia jak „dzieci Boga”, czy „syn” albo „córka Boga” nie są czymś obcym w innych Kościołach chrześcijańskich, mormoni rozumieją je bardziej dosłownie. Uważają, że człowiek składa się ze śmiertelnego ciała oraz nieśmiertelnego ducha. Ciało człowiek dziedziczy po ziemskich rodzicach, ale Ojcem ducha jest Bóg (także nazywany „Ojcem w Niebie”). Ponieważ wszyscy ludzie według mormonów są w sensie dosłownym synami i córkami Boga, ich potencjał jest także nieograniczony. Ta doktryna uwidacznia się także w szacunku mormonów do wszystkich ludzi, niezależnie od ich pochodzenia, wyznania czy nawet poziomu prawości (w kulturze mormońskiej ludzie postępujący wbrew boskim prawom są często określani jako dzieci Boga, które nie wiedzą, że są nimi). Mormoni uważają, że osobiste szczęście człowieka (jak również życie w życiu przyszłym) w dużym stopniu zależy od jego zrozumienia własnego duchowego pochodzenia. Według nich człowiek nie rozpoczyna swojego istnienia w momencie poczęcia lub narodzin, ale żyje przed urodzeniem w stanie preegzystencji, tj. jako duch w Niebie razem z Ojcem i innymi duchami. Przyszedłszy na ten świat, ludzie przechodzą różne życiowe doświadczenia (odrzucając zło i wybierając dobro). Ich celem jest powrót do najwyższej chwały w niebie, czyli do Królestwa Celestialnego, w którym żyją Bóg Ojciec oraz Jezus Chrystus.
Jednym z najważniejszych warunków otrzymania chwały celestialnej jest małżeństwo na wieczność. Mormoni poślubiają swoich małżonków w specjalnie budowanych m.in. do tych celów świątyniach. Wierzą, że ten związek między mężem a żoną (oraz przyszłymi dziećmi) będzie trwał nie tylko do śmierci jednego ze współmałżonków, ale jeżeli oboje dochowają wierności (sobie nawzajem oraz Bogu i jego przykazaniom), to ich małżeństwo i rodzina będą trwały przez całą wieczność. Mormoni kładą duży nacisk na szczęście rodzinne. Mają też zazwyczaj wielodzietne rodziny.
Mormoni uznają chrzest wyłącznie osób, które ukończyły co najmniej ósmy rok życia, dopuszczając również możliwość chrztu pośmiertnego. W takim przypadku któryś z krewnych lub innych członków Kościoła przyjmuje chrzest „w imieniu” zmarłego. Chrzest taki ma dla osoby zmarłej jednak wyłącznie znaczenie potencjalne i nie jest automatycznym zaliczeniem ani do mormonów, ani do zbawionych.
Kościół głosi możliwość zbawienia wszystkich ochrzczonych, niezależnie od tego, czy należeli kiedykolwiek do ich wspólnoty. Aby pomóc w zbawieniu, gromadzone są kopie wszelkich zapisów i rejestrów o urodzeniach i śmierci mieszkańców całej Ziemi. Gromadzone dane są wykorzystywane przez członków Kościoła przy dokonywaniu obrzędów za zmarłych, które muszą być dokonane za konkretne osoby. Zgromadzone dane archiwalne są udostępniane jednak nie tylko członkom wspólnoty, lecz wszystkim osobom zainteresowanym badaniami genealogicznymi.
Aby ten zamysł zrealizować, emisariusze mormonów podróżują po całym świecie i na podstawie umów z archiwami państwowymi i archiwami innych kościołów kopiują rejestry urodzeń i zgonów oraz inne dokumenty przydatne przy badaniach genealogicznych (spisy ludności, rejestry podatkowe itp.).
Od co najmniej początku lat 40. XIX wieku przez ponad pół wieku do roku 1890 w Stanach Zjednoczonych i 1904 w Meksyku i Kanadzie członkowie Kościoła Jezusa Chrystusa Świętych w Dniach Ostatnich praktykowali wielożeństwo. Od tej pory ślubują sobie małżeństwo na wieczność, choć ostateczną decyzję co do czasu trwania ich związku pozostawiają Bogu. Doniesienia na temat występującego w niektórych rejonach Stanów Zjednoczonych wielożeństwa wśród mormonów dotyczą członków fundamentalnych Kościołów mormońskich takich jak: Fundamentalistyczny Kościół Jezusa Chrystusa Świętych w Dniach Ostatnich czy Prawdziwy i Żywy Kościół Jezusa Chrystusa Świętych w Dniach Końca.
Do lat 70. XX w. funkcjonował zakaz kapłaństwa czarnoskórych, choć mormoni od zawsze opowiadali się za zniesieniem niewolnictwa. Uważają jednak, że czarny kolor skóry ma być karą za grzechy. Mormoni głoszą też inne kontrowersyjne poglądy, jak wiara, iż Jezus jest bratem Lucyfera, czy praktykują przyjmowanie chrztu w imieniu osób zmarłych, powołując się przy tym na 1 List do Koryntian.
Wszystkich mormonów obowiązuje zakaz picia alkoholu, kawy, herbaty, używania tytoniu i innych szkodliwych substancji (co definiuje Słowo mądrości).
Nie wierzą w Trójcę Św., lecz w trzy samodzielne osoby Boskie – Boga Ojca, Jezusa Chrystusa i w Ducha Świętego (zob. tryteizm) oraz zgromadzenie Dziesięć Zaginionych Plemion Izraela i utworzenie Nowego Syjonu na kontynencie amerykańskim. Uznają również, że ludzie jako Dzieci Boże, dzięki zadośćuczynieniu Chrystusa, mogą stać się jak Bóg – osobami nieskazitelnymi i doskonałymi. Przywiązują wagę do starannego wychowania i wykształcenia swoich dzieci, realizując przesłanie swojego drugiego prezydenta Brighama Younga, że człowiek przez całe życie powinien kształcić się, zdobywać wiedzę oraz pogłębiać i umacniać swoją wiarę.
Mormoni nie angażują się w życie polityczne, starając się być politycznie neutralnymi, jednak pomimo tych zasad w wyborach prezydenckich w USA w 2012 roku jednym z kandydatów ubiegających się o stanowisko prezydenta był Mitt Romney, który należy do Kościoła mormonów.

## Krytyka
Ze względu na swoje wierzenia wyznanie mormonów poddawane jest również krytyce, zarówno przez inne Kościoły, jak i organizacje. Krytyka dotyczy przyjętego kanonu pism świętych, swoistego systemu wierzeń, wielożeństwa, dyskryminacji ze względu na kolor skóry, praktykowania chrztu za zmarłych i innych praktyk i wierzeń.

### Stopniowanie oraz ukrywanie informacji
Kościół mormonów jest również krytykowany za stopniowanie wiedzy w zależności od stażu i pozycji w kościele. Jednym z przykładów takiego stopniowania jest dostęp do świątyń, do których wejście mają wyłącznie członkowie z odpowiednim stażem, spełniający specjalne wymogi. Jeżeli osoba nie spełnia wymagań, aby otrzymać rekomendację świątynną, nie dowie się w oficjalny sposób szczegółów, znaczenia oraz przebiegu wewnętrznych obrzędów. 
Innym przykładem stopniowania informacji są wewnętrzne podręczniki, które nie są udostępniane członkom oraz zainteresowanym, nawet na ich prośbę. Kościół uzasadnia to tym, że takie podręczniki nie są dla nich przeznaczone. Jednym z takich podręczników jest „Stake Presidents and Bishops - Handbook 1” – jest to instrukcja dla biskupów oraz prezydentów gmin. Podręcznik zawiera między innymi instrukcje przeprowadzania wywiadów, kary dyscyplinarne w kościele oraz informacje na temat prowadzenia rejestrów danych członków kościoła. Innym z podręczników, o którym wiedza jest ograniczona, jest „Mission president handbook” – podręcznik mormońskiego prezydenta misji. Książki te nie są wypożyczane ani udostępniane nawet na prośbę osoby zainteresowanej.

### Wpływ masonerii na mormonów
Joseph Smith, Brigham Young i inni przywódcy Kościoła od roku 1842 należeli do nieregularnej loży masońskiej w Nauvoo, w stanie Illinois. Autorzy pozamormońscy są przekonani, że czerpali oni inspiracje do obrzędów świątynnych z obrządków masonerii. Także kilku kolejnych prezydentów Kościoła Jezusa Chrystusa Świętych w Dniach Ostatnich było wolnomularzami. Mormoni często zaprzeczają wpływom masońskim, tłumacząc zbieżność w niektórych ceremoniach ich wspólnym pochodzeniem od kultu sprawowanego w Świątyni Jerozolimskiej.

## Głoszenie religii
Kościół Jezusa Chrystusa Świętych w Dniach Ostatnich kładzie wielki nacisk na sprawę działalności misyjnej. Kiedy mężczyźni kończą 18 lat, są zachęceni do podjęcia służby na misji; kobiety natomiast mogą podjąć służbę po ukończeniu 19 lat. Starsze małżeństwa mogą zdecydować się służyć jako para. Służba mężczyzn trwa przez okres dwóch lat, natomiast kobiety oraz starsze małżeństwa służą przez 18 miesięcy. Aby zostać misjonarzem, osoba musi żyć zgodnie z zasadami Kościoła, co obejmuje przestrzeganie Słowa Mądrości i prawa czystości moralnej. Misjonarze finansują misje z własnych funduszy, zaś przywódcy Kościoła decydują, dokąd wolontariusze mają się udać. Większość misji polega na głoszeniu prawd wiary, jednak niektórzy misjonarze powoływani są do uczestnictwa w akcjach humanitarnych lub do pracy w charakterze przewodnika w miejscach ważnych dla kościelnej historii. Starsze małżeństwa powoływane są zwykle do służby w biurach kościelnych albo odwiedzania nieaktywnych członków.
Obecnie Kościół ma ok. 70 tysięcy misjonarzy w większości krajów świata. W Polsce jest ich ok. 100; działają oni w Warszawie, Łodzi, Krakowie, Poznaniu, Lublinie, Białymstoku, Wrocławiu, Bydgoszczy, Gdańsku, Katowicach, Szczecinie i Kielcach.
Misjonarze podczas misji utrzymują się za własne pieniądze, gdyż pobyt na misji nie jest w żaden sposób pokrywany ani współfinansowany przez Kościół.

## Mormoni na świecie i w Polsce
Główna siedziba Kościoła Jezusa Chrystusa Świętych w Dniach Ostatnich znajduje się w Salt Lake City, w stanie Utah w Stanach Zjednoczonych. Kościół obecny jest w większości krajów świata i liczy około 17,5 mln wiernych, choć szacunkowo jedynie 35% jest aktywnych.
W Polsce główna siedziba wyznania znajduje się w Warszawie, ale gminy Kościoła istnieją w wielu miastach Polski, między innymi w Łodzi, Poznaniu, Krakowie, Gdańsku, Wrocławiu, Katowicach, Bydgoszczy, Lublinie, Białymstoku, Szczecinie oraz Kielcach. Liczba wyznawców w Polsce wynosi około 1650 osób. Polscy mormoni dla swych obrzędów korzystają ze Świątyni we Freibergu, udostępnionej im przez ich niemieckich współwyznawców.

## Inne ugrupowania Świętych
W ciągu niecałych 200 lat istnienia mormonizmu powstawały różne odłamy tej wiary; jedne z nich zanikły, inne zaś rozwijają się do dziś. Najważniejszymi wyznaniami są Kościół Jezusa Chrystusa Świętych w Dniach Ostatnich z siedzibą w Salt Lake City oraz Społeczność Chrystusa.
W Stanach Zjednoczonych i Kanadzie istnieje silnie zorganizowany odłam ortodoksyjny tego wyznania, zwany w skrócie FLDS (Fundamentalistyczny Kościół Jezusa Chrystusa Świętych w Dniach Ostatnich), który odrzucił wprowadzoną w 1890 nowelizację zasad wiary i życia, zwłaszcza zarzucenie poligamii. Członkowie tego Kościoła uznają się za prawdziwych mormonów i są w stałym sporze teologicznym i majątkowym z władzami głównej gałęzi tego wyznania w Salt Lake City. Głównym prorokiem tego ortodoksyjnego odłamu był Rulon Jeffs. Później prorokiem został jeden z jego synów, Warren Jeffs. Biskupem oddziału Kościoła w Kanadzie, w prowincji Kolumbii Brytyjskiej był Winston Blackmore. Przywódcy FLDS tak w USA, jak i w Kanadzie stawali przed sądami obu krajów oskarżeni o poligamię i stosunki seksualne z nieletnimi.
Innym fundamentalistycznym odłamem jest Prawdziwy i Żywy Kościół Jezusa Chrystusa Świętych w Dniach Końca (TLC).
Ponadto istnieją także odłamy, reprezentowane przez inne denominacje (związki wyznaniowe), których członkowie nie chcą być nazywani mormonami, lecz opierające się w swych dogmatach na niektórych elementach tradycji mormońskiej.

## Statystyka - Europa, Polska, Świat[27]
Statystyki dotyczą Kościoła Jezusa Chrystusa Świętych w Dniach Ostatnich:
Świat (dane na koniec roku 2024):
- Członkowie | 17 509 781
- Misje | 450
- Gminy kościoła | 31 676
- Misjonarze | 109 439
- Świątynie | 194

Europa (dane na rok 2020):
- Członkowie | 498 668
- Misje | 42
- Świątynie | 11

Polska:
- Członkowie | 1 650
- Gminy istnieją w Łodzi, Poznaniu, Krakowie, Gdańsku, Wrocławiu, Legnicy, Katowicach, Bydgoszczy, Lublinie, Białymstoku, Szczecinie oraz Warszawie

### Strony krytyczne
- Ośrodek Racjonalistyczno-Sceptyczny im. de Voltaire’a o okultyzmie u mormonów
- Zagadnienie ważności chrztu udzielanego w Kościele Jezusa Chrystusa Świętych Dni Ostatnich z punktu widzenia Kościoła rzymskokatolickiego
- Artur Wójtowicz, Jak rozmawiać z mormonami? – opinia katolickiego autora.

### Inne
- www.mormonwiki.com